# Premium Live "So Long"
『Premium Live "So Long"』（プレミアム ライブ ソー・ロング）は、2000年に発売された鈴木雅之のライブ・ビデオ。4月1日にVHS、4月19日にDVDが、それぞれ発売された。

## 解説
1999年8月21日発売のシングル「SO LONG」の購入者特典イベントとして、1999年9月30日にZeep Tokyoで行われたプレミアムライブ「SO LONG」を収録した、初のライブ・ビデオ。ライブ映像に加え、シングル「DUNK」のビデオクリップも併せて収録。ライブには川村結花がゲスト出演。川村が作詞・作曲を手掛けた「SO LONG」のほか、アンコールの「夜空ノムコウ」で共演している。
本作は2003年11月に「Re-PRICEシリーズ」として、トールケース仕様のDVDにて再リリースされた。

## 収録曲
| #   | タイトル                                   | 作詞 | 作曲・編曲 |
| --- | ------------------------------------------ | ---- | ---------- |
| 1.  | 「夢で逢えたら」                           |      |            |
| 2.  | 「Guilty」                                 |      |            |
| 3.  | 「Misty Mauve」                            |      |            |
| 4.  | 「Still Live In My Heart」                 |      |            |
| 5.  | 「四つ葉のクローバー」                     |      |            |
| 6.  | 「想い出のサマーブリーズ」                 |      |            |
| 7.  | 「地球はメリーゴーランド」                 |      |            |
| 8.  | 「SO LONG」                                |      |            |
| 9.  | 「さよならいとしのBaby Blues」             |      |            |
| 10. | 「恋人」                                   |      |            |
| 11. | 「夜空ノムコウ」(アンコール)               |      |            |
| 12. | 「ガラス越しに消えた夏」(アンコール)       |      |            |
| 13. | 「Recede〜遠ざかりゆく想い〜」(アンコール) |      |            |
| 14. | 「SO LONG〜reprise〜」(アンコール)         |      |            |
| 15. | 「DUNK（ビデオクリップ）」                 |      |            |